# Челла-Даті
Челла-Даті (італ. Cella Dati) — муніципалітет в Італії, у регіоні Ломбардія,  провінція Кремона.
Челла-Даті розташована на відстані близько 410 км на північний захід від Рима, 90 км на південний схід від Мілана, 15 км на схід від Кремони.
Населення — 539 осіб (2014).

## Демографія
Населення за роками:

Станом на 1 січня 2023 року в муніципалітеті офіційно проживало 68 іноземців з 13 країн, серед них 18 громадян країн Євросоюзу.

## Сусідні муніципалітети
- Чинджа-де'-Ботті
- Деровере
- Мотта-Балуффі
- П'єве-Сан-Джакомо
- Сан-Данієле-По
- Соспіро